# Mike Howe
Mike Howe (Taylor, 21 agosto 1965 – Eureka, 26 luglio 2021) è stato un cantante statunitense, principalmente noto per essere stato il frontman della band heavy metal Metal Church.

## Biografia
Mike Howe ha iniziato la sua carriera come cantante nella band Hellion, rinominata poi Snair una volta trasferiti a Los Angeles, prima di entrare a far parte dei più conosciuti Heretic con i quali pubblica l'album Breaking Point nel 1988. Viene notato dai Metal Church in quel momento alla ricerca di un cantante e, una volta entrato nella band, registra l'album Blessing In Disguise. Prenderà parte anche ai successivi album The Human Factor e Hanging In The Balance per poi lasciare la band e abbandonare il mondo della musica per diversi anni. Nel 1998 Kurdt Vanderhoof, chitarrista dei Metal Church, confermerà il definitivo ritiro di Howe dal mondo della musica. Nel 2015 Howe ritorna nei Metal Church per registrare l'album XI e partecipare al relativo tour. Sarà lo stesso cantante a dichiarare in un'intervista che si era allontanato dalla musica perché quel mondo non lo soddisfaceva più e per dedicarsi alla famiglia. I buoni rapporti con Vanderhoof hanno però fatto sì che tornassero a collaborare insieme.
Il 26 luglio 2021 Mike Howe è morto nella sua casa di Eureka. Nei giorni immediatamente successivi alcune dichiarazioni della polizia di Humboldt County riportano che si è trattato di un suicidio.

## Discografia

### Con gli Heretic
- 1988 - Breaking Point

### Con i Metal Church
- 1989 - Blessing in Disguise
- 1991 - The Human Factor
- 1993 - Hanging in the Balance
- 2016 - XI
- 2018 - Damned If You Do

## Altre collaborazioni
Mike Howe ha partecipato come ospite nell'album Guaranteed Forever degli Hall Aflame nel 1991 e nell'EP Illusions dei Megora nel 1997.